# Aurín
Aurín est un village de la province de Huesca, situé à un kilomètre au nord de la ville de Sabiñánigo. Le village est intégré à la commune de Cartirana au milieu du XIXe siècle, puis à celle de Sabiñánigo au cours des années 1960. L'église du village, érigée aux XVIIe et XVIIIe siècles, est dédiée à saint Étienne.